# Tour Évasion 2000
La tour Évasion 2000 est un gratte-ciel résidentiel situé dans le quartier du Front de Seine, dans le 15e arrondissement de Paris, en France.
Cette tour, ravalée en 2012, est la seule du quartier de Beaugrenelle à bénéficier d'une piscine accessible à ses résidents au dernier étage. Elle sert de réserve d'eau pour les colonnes humides du réseau anti-incendie.

## Incendie
Un incendie a eu lieu dans cette tour le 1er mai 2004, au 27e étage. Le système de sécurité anti-incendie (qui, à l'époque, datait de la construction de l'immeuble) et en particulier le compartimentage de l'IGH ont parfaitement fonctionné et ont limité fortement l'étendue du feu.